# She’s Funny That Way (Lied)
(I Got a Woman Crazy for Me) She’s Funny That Way ist ein Popsong, den Neil Morét (Musik) und Richard A. Whiting (Text) verfassten und 1928 veröffentlichten.

## Hintergrund
Neil Morét arbeitete als Manager im Musikverlag Remick und war dort Mentor für den bis dato unbekannten Komponisten Richard Whiting, der hier das einzige Mal in seiner Karriere als Liedtexter fungierte. Vom Text her ist das in e-Dur in der Form AABA geschriebene Lied ein Torch Song, der aber aus der Perspektive des Mannes geschrieben ist. Das Lied beginnt, in dem der Mann sich selbst abwertet (I'm not much to look at / I'm  nothing to see), aber am Ende jedes Verses, bekräftigt er das Glück des Liebhabers (I've got a woman crazy 'bout me / She's funny that way). Während in den meisten Torch Songs die Frau als betrogen oder misshandelt dargestellt wird und der Mann die Quelle des Übels ist, wird hier der Mann als ehrenhaft und loyal geschildert; er gesteht, dass er sie verlässt, weil er sich ihrer unwert empfindet, aber er ist gewitzt genug, sich eines Besseren zu besinnen (she'd be unhappy without me I know).

## Erste Aufnahmen und spätere Coverversionen

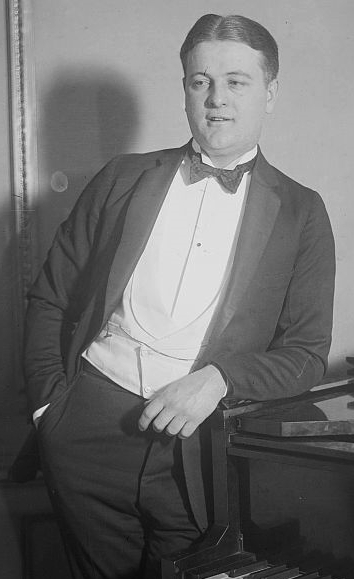
Gene Austin

Vorgestellt wurde der Song She’s Funny That Way erstmals mit der Plattenaufnahme von Gene Austin für Victor Records. Austin gelangte mit dem Song auf #3 der amerikanischen Hitparaden. Benny Goodman spielte den Song mit Margaret Whiting, der Tochter des Liedtexers, für Brunswick Records ein. Zu den weiteren Musikern, die den Song ab Ende 1928 coverten, gehörten das Dorsey Brothers Orchestra (OKeh), Ted Wallace (Banner), Jean Goldkette (Victor), Ted Lewis (Columbia, #15 in den US-Charts), Jimmie Noone (Vocalion), Emmett Miller (OKeh), in England Carol Gibbons und Philip Lewis, in Paris Sam Wooding (Pathé) und in Berlin Ben Berlin.
Auch Connie Haines, Martha Stewart, das Ben Bernie Hotel Roosevelt Orchestra (Brunswick  4132, mit Scrappy Lambert), Ford Gray,  und Ford Gray  nahmen den Song Ende der 1920er-Jahre auf. Die erfolgreichste Aufnahme des Songs stammte von Frank Sinatra in den 1950er-Jahren.
Der Diskograf Tom Lord listet im Bereich des Jazz insgesamt 276 (Stand 2015) Coverversionen, von denen die Aufnahmen u. a. von Billie Holiday>/Lester Young (Vocalion 1937), Lester Young (1946, Aladdin), Erroll Garner (1949), Billie Holiday (Clef, 1952), Count Basie/Oscar Peterson (1974), Kurt Elling (1998), Earl Hines/Joe Venuti (1999), Doc Cheatham/Nicholas Payton (1997) und von Bob Brookmeyer (1998) hervorhebenswert sind. She’s Funny That Way wurde 1965 von Charles Mingus in einem Medley verarbeitet (My Favorite Quintet). Der Song fand auch Verwendung in mehreren Spielfilmen; u. a. in The Postman Always Rings Twice (Im Netz der Leidenschaften, 1946, Regie Tay Garnett). Frank Sinatra sang ihn in Zu allem entschlossen (1952); Frankie Laine und Billy Daniels in Rainbow 'Round My Shoulder (1952, Regie Richard Quine).
Erroll Garners Version (mit John Simmons (Bass) und dem Schlagzeuger Alvin Stoller) fand Verwendung im Woody-Allen-Film Deconstructing Harry (1997).